# Westerplatte
Westerplatte és una península situada a la desembocadura del braç del Vístula Mort a l'estuari del riu Vístula a la costa de la mar Bàltica, al canal del port de Gdańsk, nord de Polònia. De 1926 a 1939, fou la ubicació d'un dipòsit de trànsit militar polonès (Wojskowa Składnica Tranzytowa, WST), dins del territori de la Ciutat Lliure de Danzig (actual Gdańsk).
El lloc és famós per la batalla del mateix nom, que fou el primer enfrontament entre les forces poloneses i alemanyes durant la invasió de Polònia i, per tant, l'inici i la primera batalla de la Segona Guerra Mundial.

## Història
El complex es va establir a la península de Westerplatte al voltant de 1830, que té una platja, un parc boscós, un complex de banys al costat de la mar i instal·lacions d'spa.

### El dipòsit de trànsit militar
Després del restabliment de la independència de Polònia després de la Primera Guerra Mundial, gran part de la regió circumdant va passar a formar part de la Segona República Polonesa. La ciutat de Danzig (actual Gdańsk), una ciutat portuària històricament important, en aquella època predominantment ètnicament alemanya, es va convertir en una ciutat-estat independent, la Ciutat Lliure de Danzig. La Ciutat Lliure era nominalment dirigida per la Societat de Nacions, però amb el temps es va aliar cada cop més amb Alemanya.
L'any 1921, la Societat de Nacions va concedir a Polònia el dret d'instal·lar un dipòsit de subministrament prop de Gdańsk i instal·lar-hi una guarnició. Malgrat algunes objeccions de la Ciutat Lliure, aquest dret es va confirmar el 1925, on es va acordar la ubicació amb l'elecció de Westerplatte. Westerplatte estava principalment separada del Port Nou de la Ciutat Lliure de Danzig pel canal del port, amb només un petit embarcador que els connectava amb el continent. El costat de Westerplatte controlat pels polonesos estava separada del territori de Danzig per un mur de maó. El dipòsit es va completar el novembre de 1925 i va entrar en funcionament el gener de 1926. La mida de la guarnició polonesa es va establir en 88 soldats, i a Polònia no se li va permetre construir fortificacions.
El 6 de març de 1933, en el que es va conèixer com l'incident més occidental, el govern polonès va desembarcar un batalló de marines, enfortint breument el lloc amb uns 200 homes. Això es va fer per demostrar la determinació polonesa de defensar el lloc avançat en resposta als recents comentaris de polítics alemanys i dels mitjans de comunicació sobre la necessitat d'ajustament de la frontera perquè Polònia i França estaven discutint en secret una guerra preventiva contra Alemanya. A nivell local, això també es va fer per pressionar el govern de la Ciutat Lliure de Danzig que intentava renunciar a l'acord previ sobre el control compartit de la policia portuària i prendre el control exclusiu d'aquesta unitat. Les tropes poloneses es van retirar el 16 de març, després de les protestes de la Lliga, Danzig i Alemanya, a canvi que Danzig retirés les seves objeccions a l'acord de policia portuària. Segons una altra font, el 14 de març de 1933 la Societat de Nacions sí que va autoritzar Polònia a reforçar la guarnició.
Amb els anys, els polonesos també van construir fortificacions clandestines. Aquestes no eren gaire impressionants: no hi havia autèntics búnquers ni túnels, sinó només cinc petits llocs avançats de formigó (cases de guàrdia) amagades al bosc de la península i una gran caserna preparada per a la defensa, recolzada per una xarxa de fortificacions de camp com trinxeres i barricades. Diversos dels edificis van ser reforçats amb formigó.

### Batalla de Westerplatte

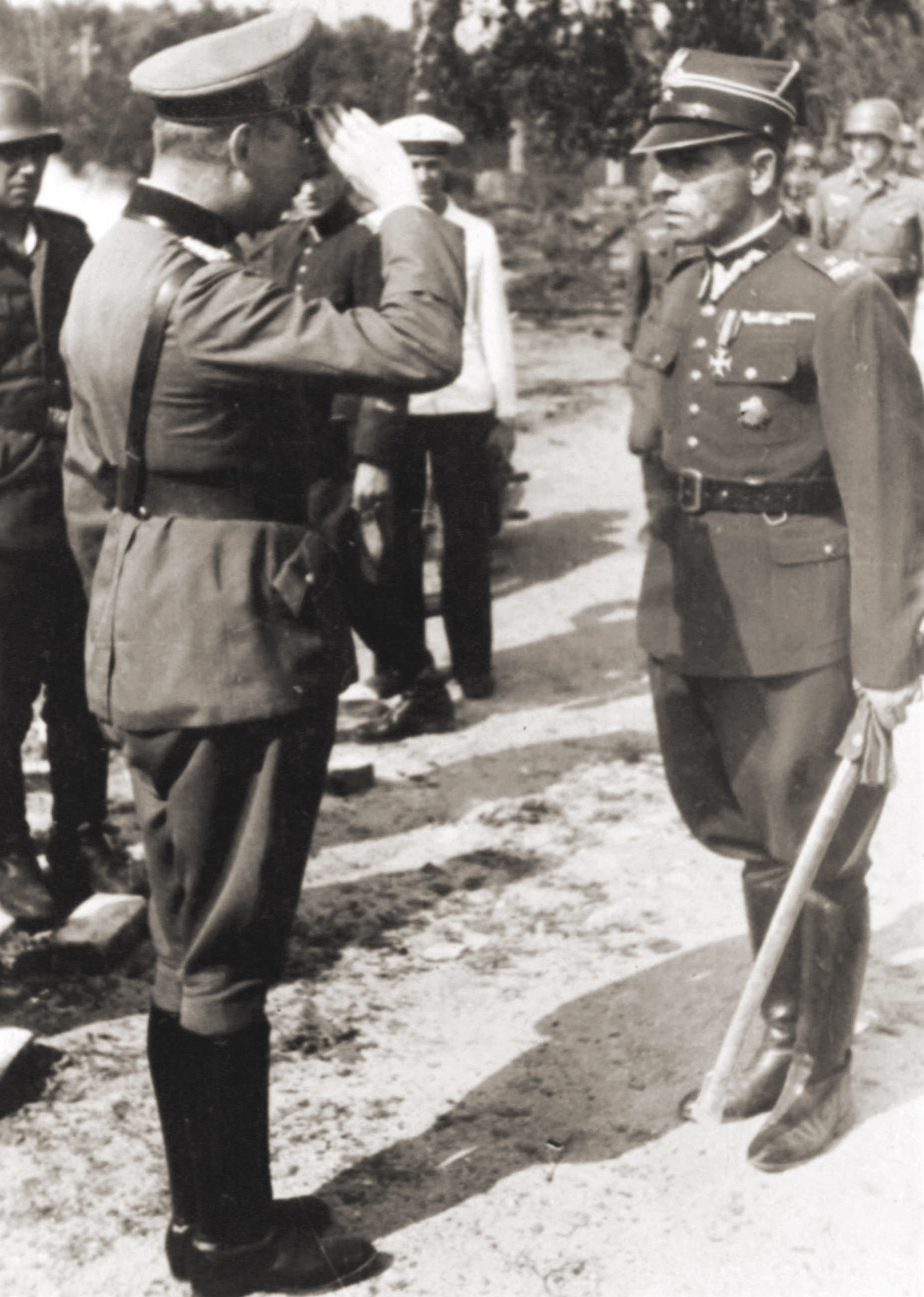
Friedrich Eberhardt i Henryk Sucharski el 7 de setembre de 1939.

El primer de setembre de 1939, només uns minuts després que la Luftwaffe, la força aèria alemanya, llancés bombes en una sèrie d'atacs a la ciutat de Wieluń a les 04:48[11] hora local, el cuirassat Schleswig-Holstein, en aleshores en una visita de cortesia a la Ciutat Lliure de Danzig, va obrir foc sense previ avís contra la guarnició polonesa. Poc després de creuar el mur de maó trencat per l'artilleria, els atacants van ser emboscats pels defensors polonesos. Aquell dia també es van repel·lir dos assalts més, i els alemanys van patir pèrdues inesperadament altes.
Els dies següents, els alemanys van bombardejar repetidament Westerplatte amb artilleria naval i artilleria de camp pesada juntament amb bombardeigs en picat des d'Stukas. Els atacs repetits de 570 soldats alemanys van ser repel·lits pels 180 soldats polonesos durant set dies. El major Henryk Sucharski havia estat informat que no arribaria ajuda de l'exèrcit polonès. Tallat, sense reforços ni possibilitats de reabastament, va continuar la defensa, mantenint la principal força alemanya aturada a Westerplatte i impedint així nous atacs a la costa polonesa.
El 7 de setembre, el major Sucharski va decidir rendir-se, per manca de municions, subministraments i amb 15 baixes. Com a senyal d'honor per als soldats de Westerplatte, el comandant alemany, el general Friedrich-Georg Eberhardt, va permetre al major Sucharski mantenir la seva espasa mentre era fet presoner.

## Després de la guerra

### Monument de Westerplatte

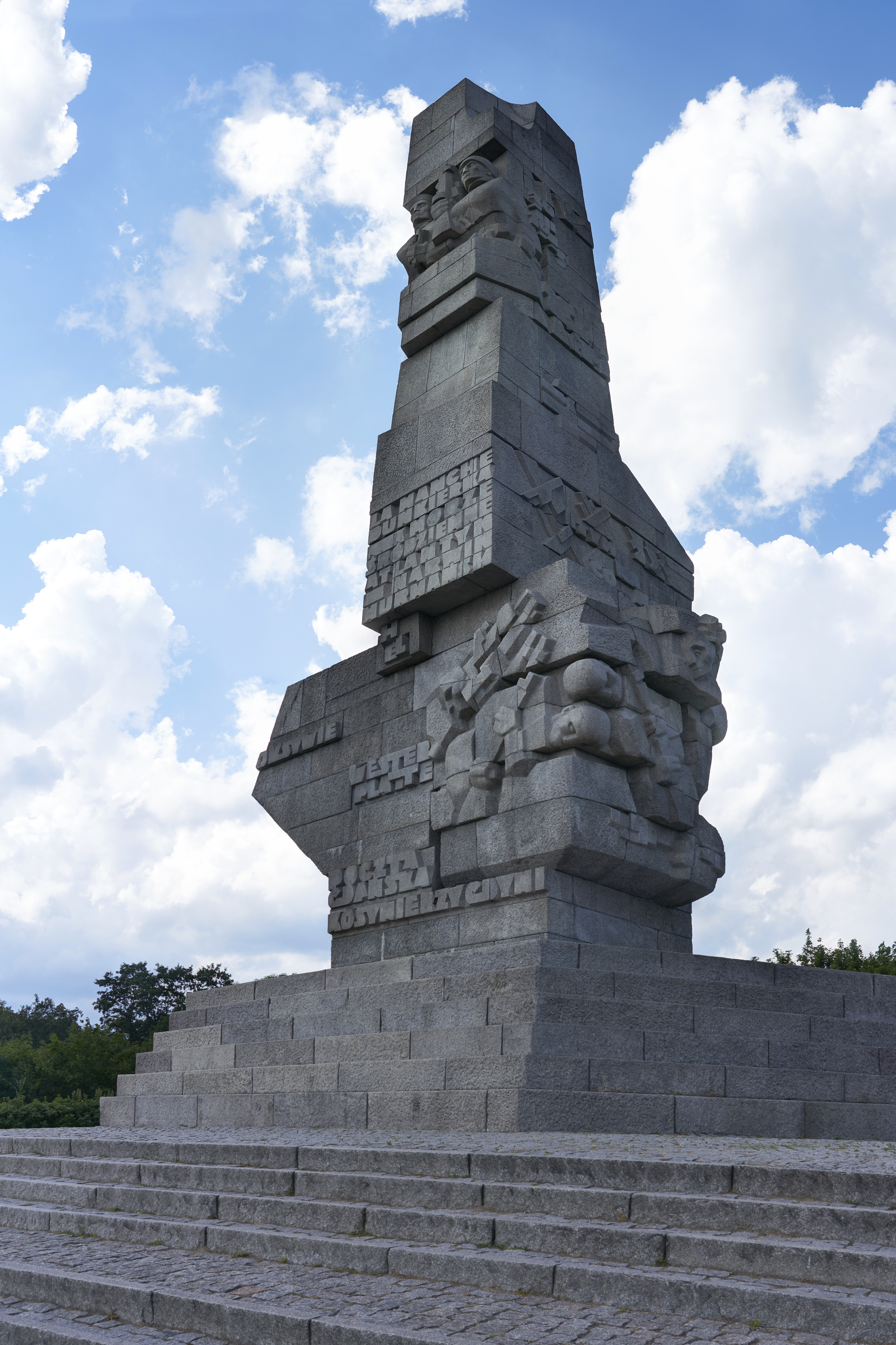
Monument als defensors de la costa.

Després de la guerra, el 1964 es començà a construir el Monument de Westerplatte, de nom oficial Monument als Defensors de la Costa (en polonès: Pomnik Obrońców Wybrzeża), en commemoració a la guarnició polonesa que va defensà aquest dipòsit militar en l'anomenada batalla de Westerplatte. El disseny és dels escultors Franciszek Duszeńko i Henryk Kitowski, el qual es va escollir d'entre 63 projectes proposats, i consta de 263 blocs de granit transportats des de les pedreres d'Strzegom i Borów amb un pes de 1.150 tones i 25 metres d'alt. S'inaugurà oficialment el 9 d'octubre del 1966, aniversari de la batalla de Lenino.
El monument conté un seguit de baixos relleus i inscripcions, que retren homenatge a la defensa de la costa marítima polonesa l'any 1939: Kosynierzy Gdyńscy, Oficina de Correus de Gdańsk, Westerplatte, Oksywie i Hel. A dalt, els noms dels llocs on operaven els mariners polonesos: Múrmansk, Narvik, Atlàntic, Mediterrània, Dunkerque, Canal de la Mànega. També hi ha inscripcions a les parets laterals: Studzianki, Lenino, Kołobrzeg i "Els de la mar" i la data "30 de març de 1945" (presa de Gdańsk per l'Exèrcit Roig). El memorial també inclou la inscripció "Chwała wyzwolicielom" (Glòria als Libertadors). A banda de les inscripcions esmentades anteriorment hi ha dos relleus al monument: un representa un soldat d'infanteria i un mariner (també hi ha el subfusell soviètic PPSh-41), i l'altre representa soldats morts al camp de batalla. Tota l'estructura es troba sobre un túmul. Al peu del túmul es van col·locar set espelmes fetes amb tubs de diferents mides, les quals simbolitzen els set dies que la tripulació polonesa de Westerplatte va defensar-se de l'atac alemany.

### Museització de l'entorn
El 2015 es va creat el museu Westerplatte dedicat a la batalla i les restes de la caseta de guàrdia número 5, al costat dels fonaments de la vil·la de l'oficial desmantellada, es convertiran en elements educatius accessibles al públic. Dues peces d'artilleria de 280 mm procedents del cuirassat Schleswig-Holstein es troben a l'entrada.
Cada any, les cerimònies oficials d'estat per commemorar l'aniversari de l'esclat de la Segona Guerra Mundial tenen lloc als peus del monument i compten amb la presència de destacats dignataris i caps d'estat polonesos i estrangers.

## Galeria

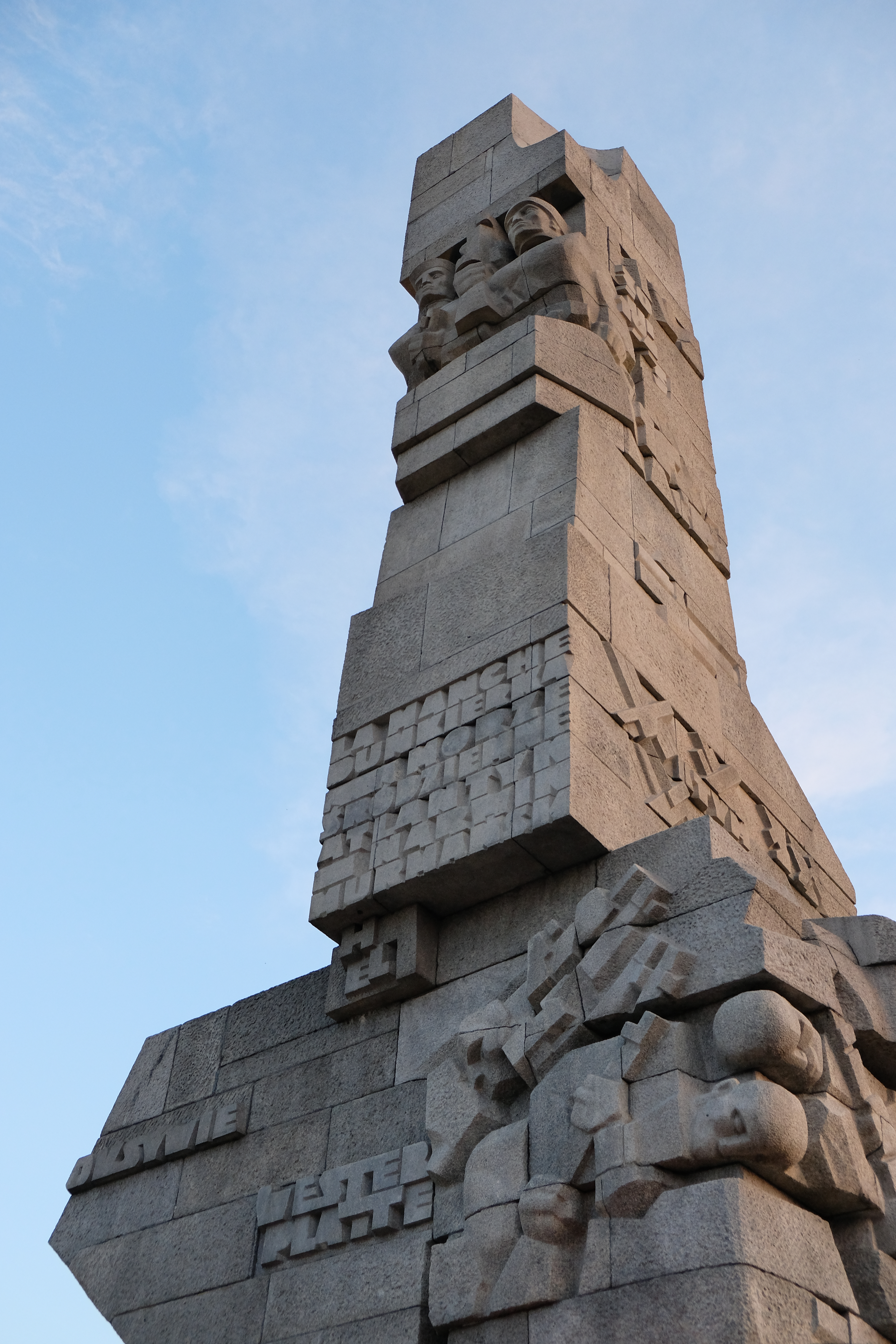
Detall de les inscripcions al monument.
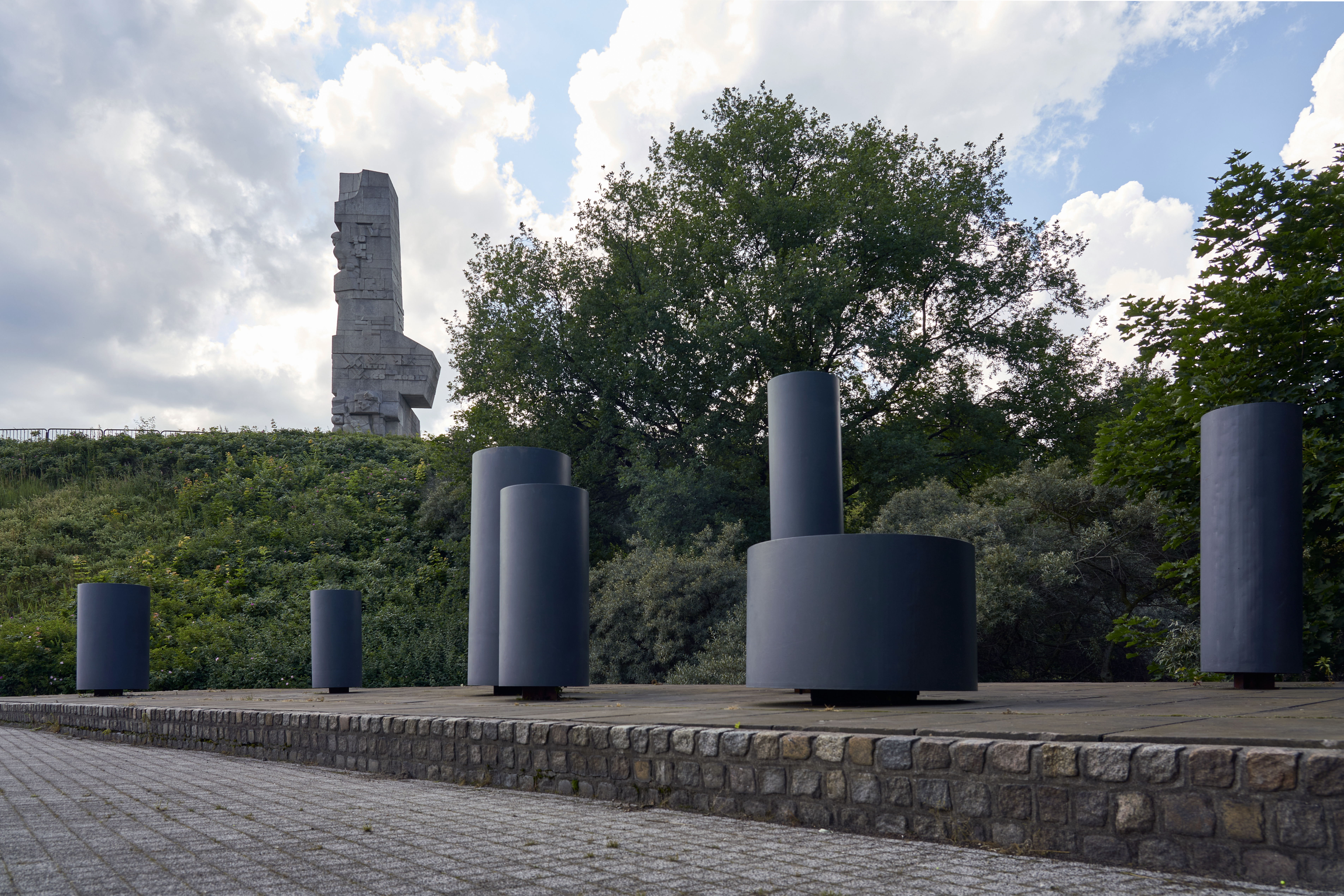
Les set espelmes al peu del momument.
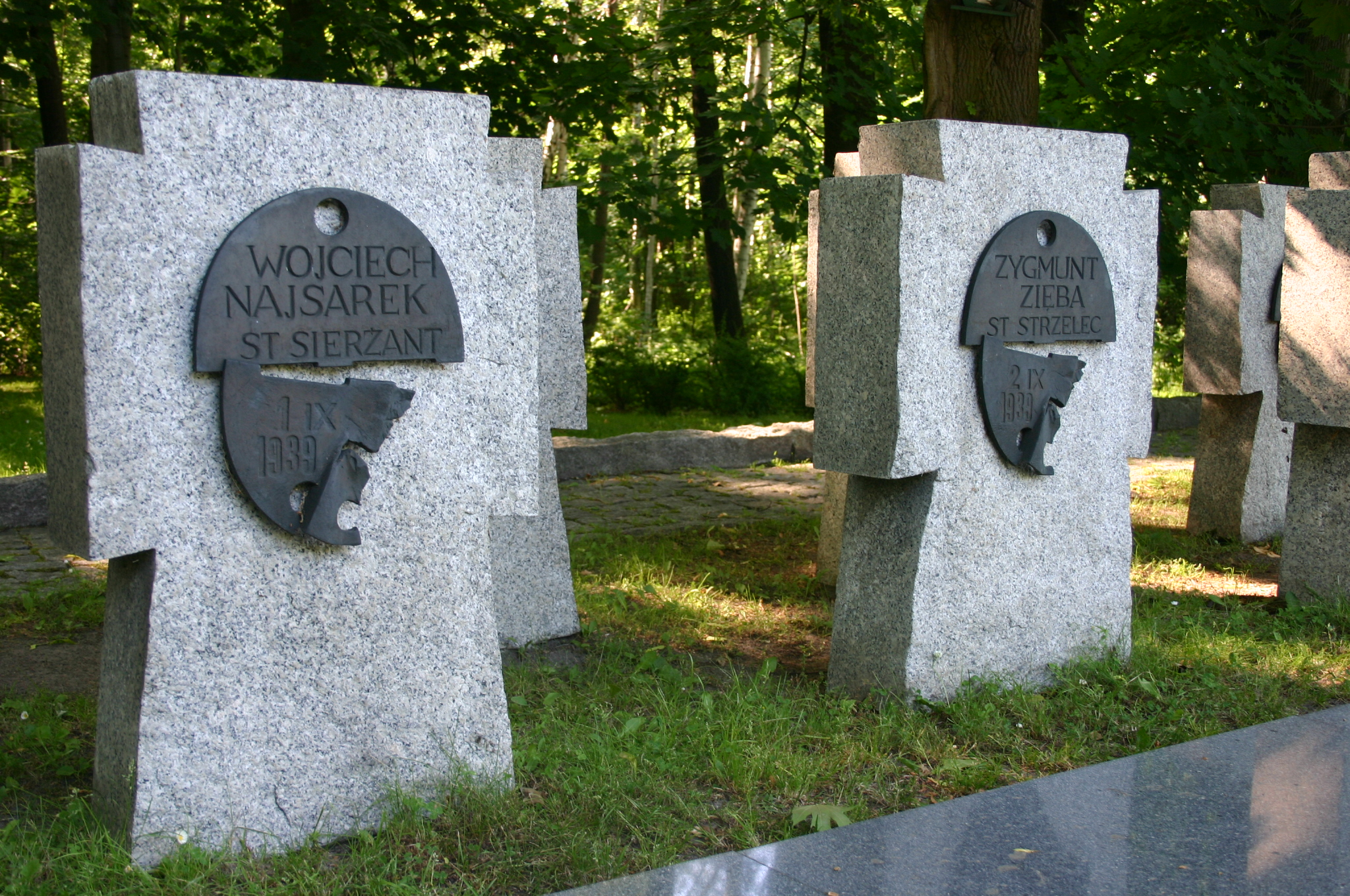
Memorial als soldats polonesos.
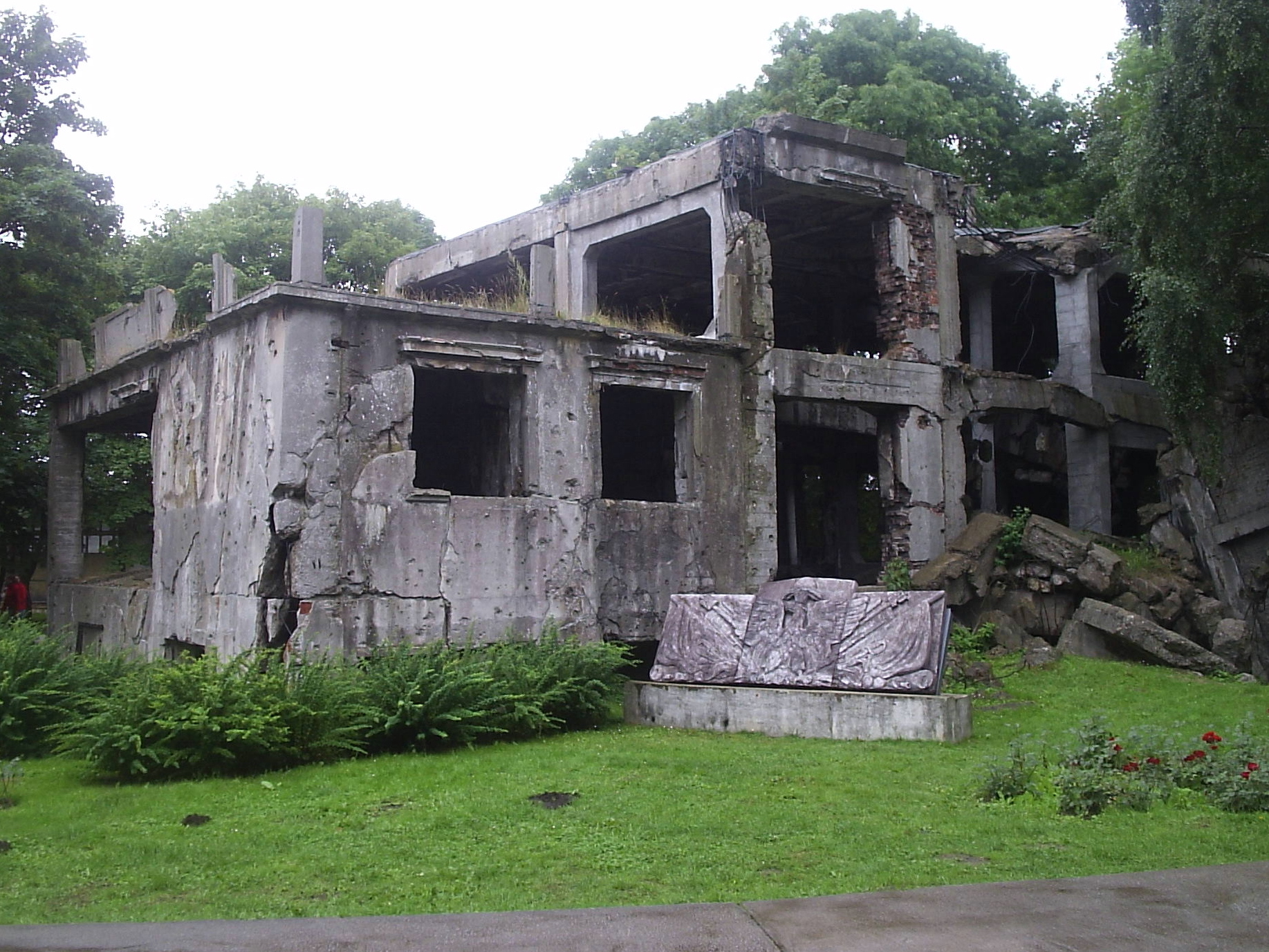
Estat actual dels barracons.
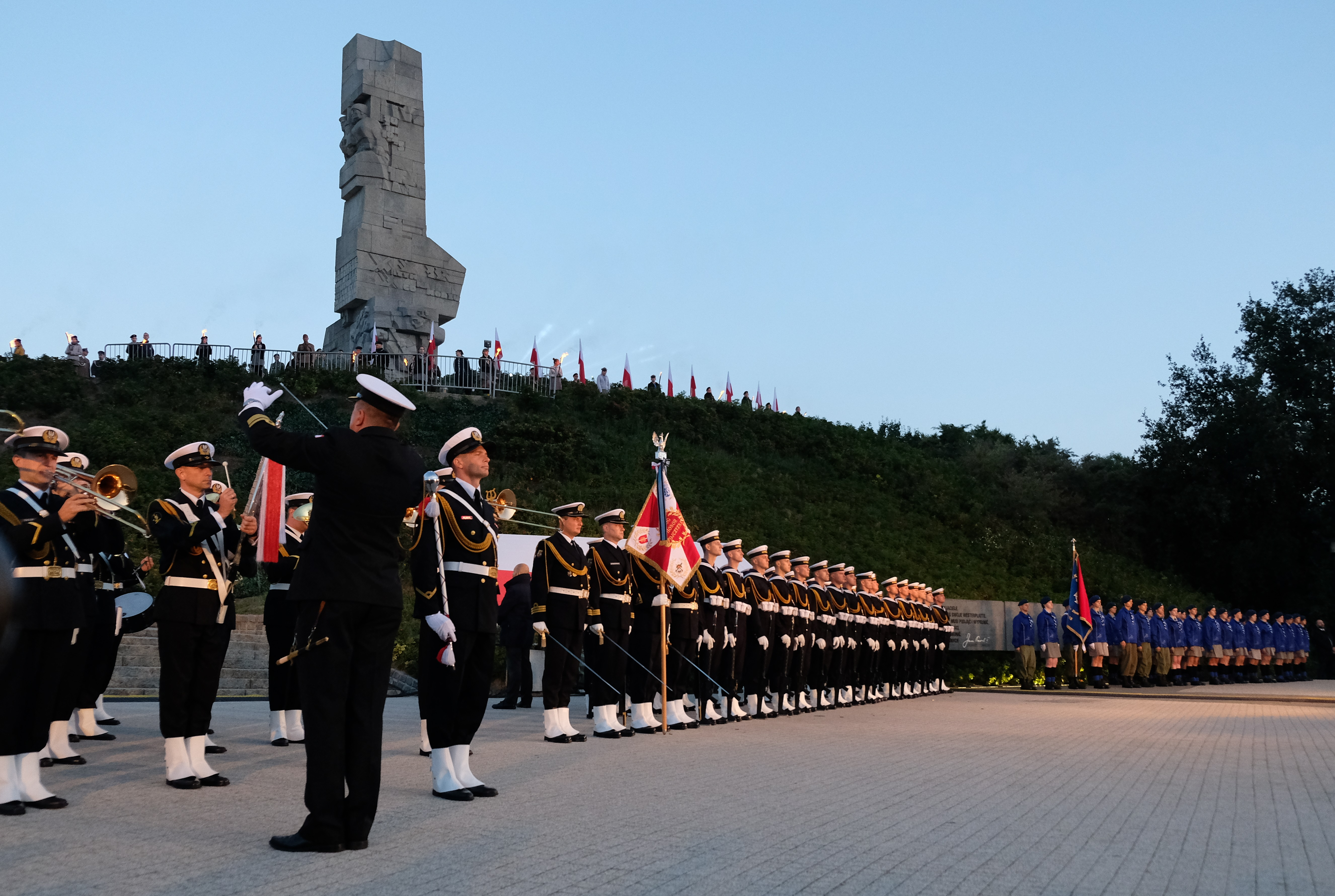
Parada militar en el 79è aniversari de l'esclat de la 2 Guerra Mundial.